# 아유가와촌
아유가와촌(鮎川村)은 아키타현 유리군에 설치되었던 촌이다. 현재의 유리혼조시에 해당한다.